# Норт-Кантон (Огайо)
Норт-Кантон (англ. North Canton) — місто (англ. city) в США, в окрузі Старк штату Огайо. Населення — 17 842 особи (2020).

## Географія
Норт-Кантон розташований за координатами 40°52′27″ пн. ш. 81°23′50″ зх. д. / 40.87417° пн. ш. 81.39722° зх. д. (40.874249, -81.397084).  За даними Бюро перепису населення США в 2010 році місто мало площу 16,58 км², уся площа — суходіл.

## Демографія
Згідно з переписом 2010 року, у місті мешкало 17 488 осіб у 7557 домогосподарствах у складі 4426 родин. Густота населення становила 1055 осіб/км².  Було 8078 помешкань (487/км²).
Расовий склад населення:
| - 94,8 % — білих - 2,0 % — чорних або афроамериканців - 1,1 % — азіатів - 0,2 % — корінних американців |

До двох чи більше рас належало 1,5 %. Частка іспаномовних становила 1,5 % від усіх жителів.
За віковим діапазоном населення розподілялося таким чином: 18,6 % — особи молодші 18 років, 59,9 % — особи у віці 18—64 років, 21,5 % — особи у віці 65 років та старші. Медіана віку мешканця становила 42,5 року. На 100 осіб жіночої статі у місті припадало 86,1 чоловіків;  на 100 жінок у віці від 18 років та старших — 82,1 чоловіків також старших 18 років.
Середній дохід на одне домашнє господарство  становив 68 124 долари США (медіана — 52 210), а середній дохід на одну сім'ю — 88 118 доларів (медіана — 66 661). Медіана доходів становила 51 815 доларів для чоловіків та 36 391 долар для жінок. За межею бідності перебувало 6,7 % осіб, у тому числі 4,5 % дітей у віці до 18 років та 4,9 % осіб у віці 65 років та старших.
Цивільне працевлаштоване населення становило 8568 осіб. Основні галузі зайнятості: освіта, охорона здоров'я та соціальна допомога — 28,5 %, роздрібна торгівля — 12,3 %, виробництво — 11,2 %, науковці, спеціалісти, менеджери — 11,0 %.